# Елізабетта Коччаретто
Елізабетта Коччаретто (італ. Elisabetta Cocciaretto) — італійська тенісистка.

## Фінали турнірів WTA

### Одиночний розряд: 2 (1 титул)
| Легенда       |
| ------------- |
| Grand Slam    |
| WTA 1000      |
| WTA 500       |
| WTA 250 (1–1) |

| За поверхнею |
| ------------ |
| Хард (0–1)   |
| Трава (0–0)  |
| Грунт (1–0)  |
| Килим (0–0)  |

| Результат | В–П | Дата     | Турнір                          | Статус  | Поверхня | Супротивниця | Рахунок       |
| --------- | --- | -------- | ------------------------------- | ------- | -------- | ------------ | ------------- |
| Поразка   | 0–1 | Січ 2023 | Hobart International, Австралія | WTA 250 | Хард     | Лорен Девіс  | 6–7(0–7), 2–6 |
| Перемога  | 1–1 | Чер 2023 | Ladies Open Lausanne, Швейцарія | WTA 250 | Ґрунт    | Клара Бюрель | 7–5, 4–6, 6–4 |

### Парний розряд: 1 фінал
| Легенда       |
| ------------- |
| Grand Slam    |
| WTA 1000      |
| WTA 500       |
| WTA 250 (0–1) |

| Результат | В–П | Дата     | Турнір                        | Статус        | Поверхня | Партнер          | Супротивники               | Рахунок  |
| --------- | --- | -------- | ----------------------------- | ------------- | -------- | ---------------- | -------------------------- | -------- |
| Поразка   | 0–1 | Сер 2020 | Palermo International, Італія | International | Грунт    | Мартіна Тревізан | Аранча Рус Тамара Зіданшек | 5–7, 5–7 |

1. ↑  Турніри International у 2021 отримали статус турніри WTA 250.

## Фінали турнірів WTA Challenger

### Одиночний розряд: 4 (2 титули)
| Результат | В–П | Дата     | Турнір                           | Поверхня | Супротивниця    | Рахунок            |
| --------- | --- | -------- | -------------------------------- | -------- | --------------- | ------------------ |
| Поразка   | 0–1 | Вер 2020 | WTA 125 Prague, Чехія            | Ґрунт    | Крістіна Куцова | 4–6, 3–6           |
| Поразка   | 0–2 | Чер 2022 | WTA 125 Makarska, Хорватія       | Ґрунт    | Юле Німаєр      | 5–7, 1–6           |
| Перемога  | 1–2 | Жов 2022 | WTA 125 Tampico, Мексика         | Хард     | Магда Лінетт    | 7–6(7–5), 4–6, 6–1 |
| Перемога  | 2–2 | Кві 2023 | WTA 125 San Luis Potosi, Мексика | Ґрунт    | Сара Еррані     | 5–7, 6–4, 7–5      |

### Парний розряд: 1 титул
| Результат | В–П | Дата     | Турнір               | Поверхня | Партнерка      | Супротивниці            | Рахунок  |
| --------- | --- | -------- | -------------------- | -------- | -------------- | ----------------------- | -------- |
| Перемога  | 1–0 | Вер 2022 | WTA 125 Bari, Італія | Грунт    | Олга Данилович | Андреа Гаміс Ева Веддер | 6–2, 6–3 |